# 黒木うらら
黒木 うらら（くろき うらら、1998年11月13日 - ）は、日本のタレント、ファッションモデル。

## 略歴
- 2011年、第10回ラブベリー専属モデルオーディション準グランプリ受賞[1][リンク切れ]。

## 人物
- 趣味は、ダンス、音楽鑑賞、ショッピング、カラオケ。特技は、JAZZダンス、書道七段、硬筆七段、空手(市の大会 形の部で準優勝)[1]

## 出演

### テレビ
- NHK高校講座「書道」（2015年4月 - 2016年3月、NHK Eテレ）- 2015年度レギュラー[1]

### 雑誌
- ラブベリー（2011年、徳間書店）- 元・専属モデル